# Christopher Andreas Holmboe

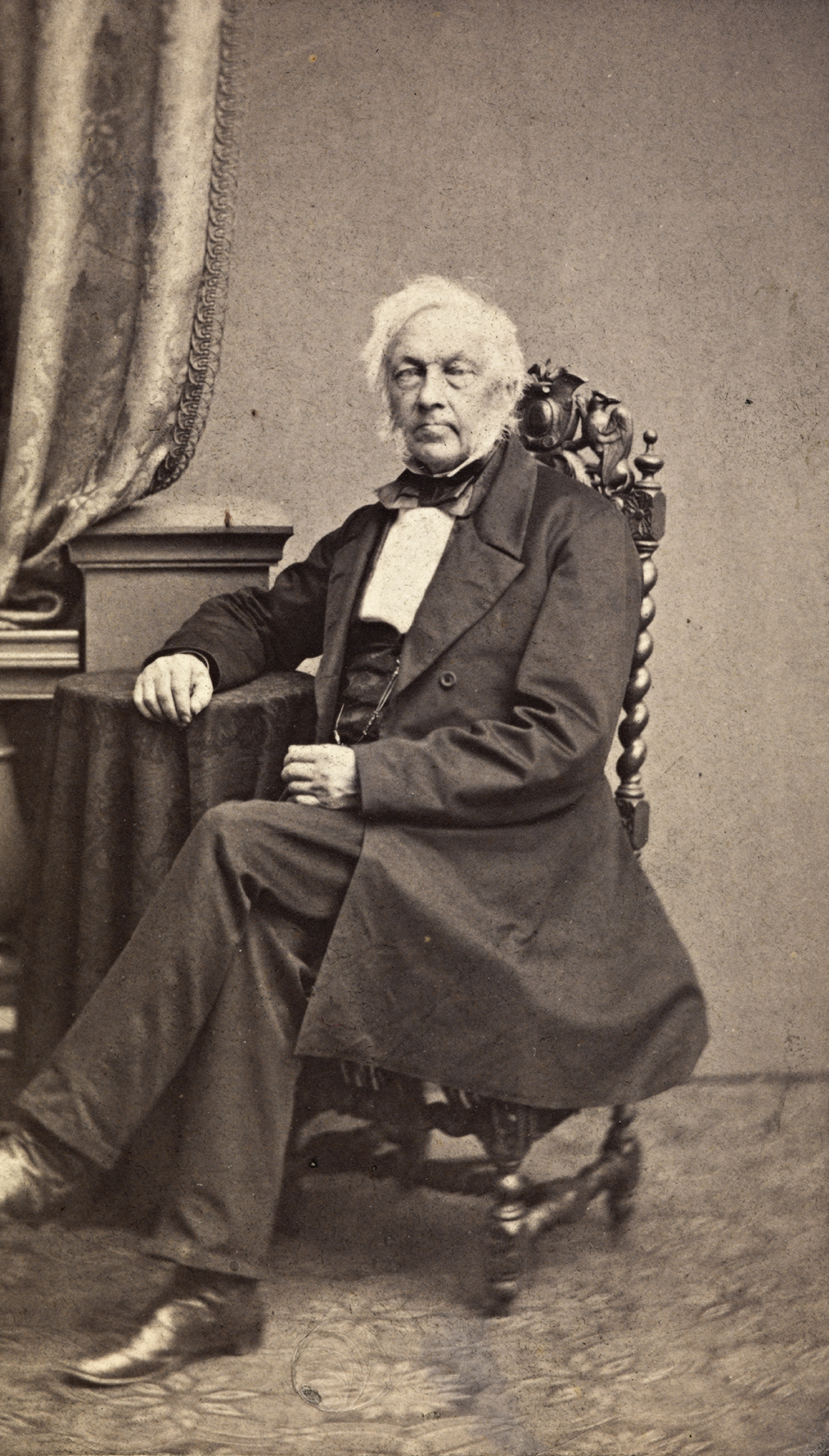
Christopher Andreas Holmboe

Christopher Andreas Holmboe (* 19. März 1796 in Vang; † 2. April 1882) war ein norwegischer Orientalist (Philologe) und Numismatiker.

## Leben
Er war Sohn des Pastors Jens Holmboe und Bruder des Mathematikers Bernt Michael Holmboe.
Er war von 1825 bis 1876 Professor für orientalische Sprachen an der Universität Christiania (heute Universität Oslo).
1844 wurde er korrespondierendes Mitglied der Gesellschaft für Geschichte und Altertumskunde der Ostseeprovinzen Russlands.

## Schriften
- Sanskrit og Oldnorsk, en sprogsammenlignende Afhandling. Fabritius, Christiania 1846, (Digitalisat).
- Ezechiels Syner og Chaldæernes Astrolab. Universitets-Programm for andet Halvaar 1866. Malling, Christiania 1866, (Digitalisat).
- Bibelsk Real-Ordbog. Malling, Christiania 1868, (Digitalisat).

## Nachweise
1. ↑  https://snl.no/Christopher_Andreas_Holmboe

| Personendaten    | Personendaten                             |
| ---------------- | ----------------------------------------- |
| NAME             | Holmboe, Christopher Andreas              |
| KURZBESCHREIBUNG | norwegischer Orientalist und Numismatiker |
| GEBURTSDATUM     | 19. März 1796                             |
| GEBURTSORT       | Vang                                      |
| STERBEDATUM      | 2. April 1882                             |